# Vápí
Vápí (gudžarátsky વાપી, hindsky वापी) je město v indickém svazovém státě Gudžarátu. Má přibližně 160 tisíc obyvatel. Město je významným střediskem chemického a papírenského průmyslu, které ve městě způsobují značné znečištění. Americký Blacksmith Institute zařadil v roce 2007 Vápí mezi deset nejznečištěnějších měst na světě.

## Poloha a doprava
Vápí leží na jihovýchodě Gudžarátu na pravém, severním břehu Damangangy několik kilometrů jihovýchodně od jejího ústí do Arabského moře v Damanu. Na západě i jihovýchodě sousedí se svazovým teritoriem Dádra a Nagar Havélí a Daman a Díu. Od Bombaje, hlavního města Maháráštry, je vzdáleno přibližně 176 kilometrů severně a od Suratu, většího města v Gudžarátu, přibližně sto kilometrů jižně.
Ve Vápí by měla být stanice na plánované vysokorychlostní trati Bombaj – Ahmadábád.

## Obyvatelstvo
Přibližně tři čtvrtiny obyvatelstva vyznávají hinduismus, necelá pětina islám, a přibližně 3 % džinismus. Další zastoupená náboženství, např. sikhismus, buddhismus a křesťanství, mají každé ještě menší podíl. Nejpoužívanějšími komunikačními jazyky jsou gudžarátština a hindština.